# Doxefazepam
Il doxefazepam è un farmaco benzodiazepinico con attività farmacologica simile a quella del diazepam. La sostanza fu sviluppata negli anni '70 dalla società farmacologica Schiapparelli.
In un lavoro scientifico sui ratti risalente al 1990 è stata segnalata una tendenza significativa a sviluppare neoplasie benigne epatocellulari. Nel medesimo studio è stata riscontrata una incidenza lievemente superiore di gliomi maligni (in particolare oligodendrogliomi), ma i risultati non erano di significatività statistica.

## Tossicologia
Nel ratto e nel topo i valori della DL50 sono rispettivamente 2550 e > 1500 mg/kg per os e 586 e 774 mg/kg per i.p.

## Usi clinici
Il farmaco è indicato come 'regolatore del sonno' nel trattamento a breve termine dei pazienti affetti da insonnia, in quanto sembra in grado di ridurre significativamente il numero di risvegli notturni, migliorando in tal modo la qualità del sonno.
Il doxefazepam si caratterizzerebbe per un minor 'effetto sbornia' al risveglio al mattino rispetto ad altre benzodiazepine, fra cui il flurazepam

## Effetti collaterali ed avversi
Nelle fasi iniziali del trattamento o quando si somministrano dosaggi troppo elevati si possono osservare effetti collaterali come sonnolenza, capogiri o senso di stanchezza. Occasionalmente sono stati osservati: atassia, xerostomia, disturbi visivi, vomito, diarrea.
L'uso continuativo di benzodiazepine può comportare l'instaurarsi di una condizione di dipendenza. In tal caso una brusca sospensione della terapia è in grado di determinare l'insorgenza di una sindrome di astinenza.
Per evitare questa evenienza è opportuno che l'interruzione del farmaco avvenga con gradualità.
La somministrazione di doxefazepam dovrebbe essere evitata nei soggetti con storia preesistente di depressione del sistema nervoso centrale o coma, insufficienza respiratoria, miastenia grave, glaucoma ad angolo chiuso.

## Dosi terapeutiche
Il doxefazepam si somministra per via orale in dosi di 10–20 mg alla sera prima di coricarsi.
Nei soggetti anziani e in quelli labili il trattamento deve essere iniziato con dosi minime e solo successivamente gradualmente aumentato in base alla risposta del paziente.

## Interazioni con altri farmaci
Se associato a farmaci ad attività centrale come neurolettici, tranquillanti, antidepressivi, anestetici, il doxefazepam può potenziarne l'azione sedativa.